# Kazuaki Nagasawa
Kazuaki Nagasawa (Prefettura di Shizuoka, 4 febbraio 1958) è un ex calciatore giapponese, di ruolo centrocampista.